# قزل‌قلعه (نیشابور)
قزل‌قلعه، روستایی از توابع بخش سرولایت شهرستان نیشابور در استان خراسان رضوی ایران است.واقع در ۹ هزارگزی جنوب باختری چکنه بالا موقع جغرافیایی آن کوهستانی و هوای آن معتدل است. محصول آنها غلات شغل اهالی زراعت و دامداری است.مردم این روستا از نژاد ترکان خراسان اند و به زبان ترکی خراسانی صحبت میکنند.

## جو منطقه
وضع طبیعی روستای قزل قلعه دهستان سرولایت بصورت کوهستانی، دره‌ای یا تپه‌ای می‌باشد این دیار بسیار بادخیز و شب‌های بسیار سردی دارد و راه زمینی این روستا بصورت جاده شوسه (شن‌ریزی شده) می‌باشد.

## شهدای روستا
- شهید سیدمحمد موسوی[۲]
- شهید علی اکبر کاشفی[۳]
- شهید اسدالله رضایی[۴]
- شهید محمد علی حمیدی[۵]

## امکانات

### امکانات ورزشی
- زمین خاکی فوتبال
- زمین خاکی والیبال

### امکانات رفاهی
- مدرسه
- خانه بهداشت
- بوستان
- بقالی
- آبخوری
- باغات

## ورزش

### فوتبال
- هر سال که عید نوروز می رسد مسابقاتی برگزار می شود در ماه های دیگر مسابقات برگزار می شود اما مهم ترین آنها مسابقات نوروز است ولی متاسفانه این روستا از داشتن یک زمین چمن مصنوعی محروم است اما روستا های همجوار با مدیریت درست اکنون دارای زمین چمن مصنوعی و یا سالن فوتسال می باشد باشد که این بی اورزگی و بی مسئولیتی پایان یابد و روستای قزل قلعه هم دارای یک زمین چمن یا سالن فوتسال باشد.

## تفریحات
- تفریحات جوانان موتور سواری در روستا می باشد.
- رفتن به کلاه روستا که به معنای آبادی است که در بلندی قرار گرفته و به محیط اطراف مشرف باشد.

## جاذبه های گردشگری و مذهبی
- امامزاده سید مجید[۶]
- مسجد امام حسن مجتبی (ع)

## جمعیت
این روستا در دهستان سرولایت قرار دارد و براساس سرشماری مرکز آمار ایران در سال ۱۳۹۵، جمعیت آن ۳۶۱ نفر (۱۰۳خانوار) بوده‌است.

## روستای خواهرخوانده
- روستای گلبین
- روستای دزق
- روستای زیگ